# Naissance en 1192
Naissance
- 1188
- 1189
- 1190
- 1191
- 1192
- 1193
- 1194
- 1195
- 1196

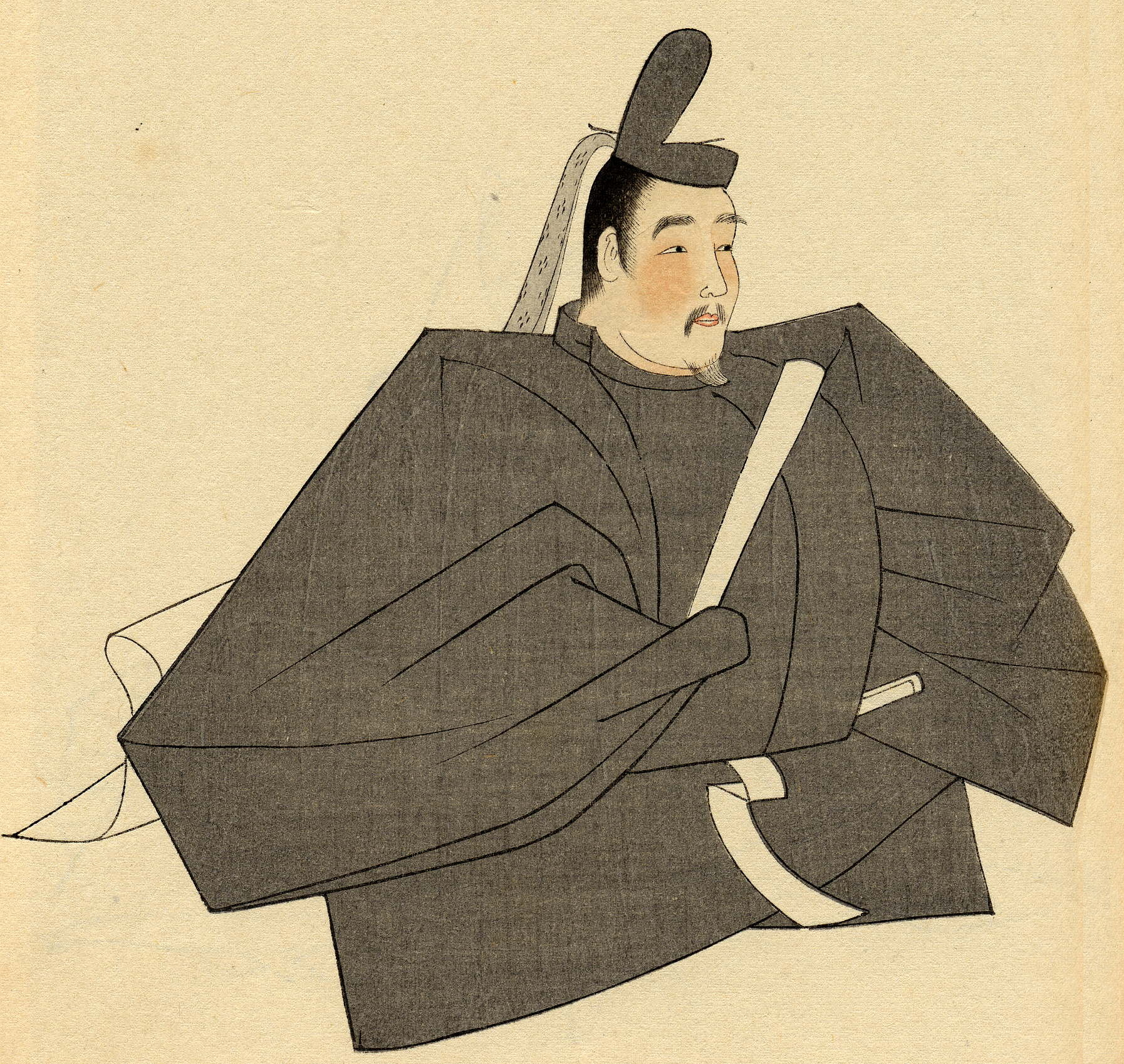
Minamoto no Sanetomo, né en 1192.

Cette page dresse une liste de personnalités nées au cours de l'année 1192 :
- 3 février : Gojong, 23e roi de Goryeo.
- 17 septembre : Minamoto no Sanetomo, troisième shogun du shogunat de Kamakura, udaijin et dernier chef du clan Minamoto.

- Al-Mustansir, ou Abû Ja`far al-Mustansir bi-llah al-Mansûr ben az-Zâhir, 36e calife abbasside.
- Ibn al-Adim, chroniqueur arabe.
- Li Ye, mathématicien chinois.
- Philippe de Dreux, comtesse de Bar.
- Stefan Radoslav, roi de Serbie.
- Fujiwara no Ritsushi, impératrice consort du Japon.
- Tolui, plus jeune fils de Gengis Khan.

date incertaine (vers 1192)
- Sainte Julienne de Cornillon, religieuse augustinienne, et prieure du couvent-léproserie du Mont-Cornillon, dans la principauté de Liège.

## Crédit d'auteurs
- Cet article est partiellement ou en totalité issu de l'article intitulé « 1192 » (voir la liste des auteurs).